# Nebria metallica
Nebria metallica es una especie de escarabajo del género Nebria, familia Carabidae. Fue descrita científicamente por Fischer von Waldheim en 1820.

## Distribución geográfica
Se extiende desde las islas Aleutianas, el sur de Alaska y el oeste de Canadá hacia el sur hasta Washington y Montana.